# Tomasz Majewski
Tomasz Majewski (n. 30 august 1981, Nasielsk, Mazovia, Polonia) este un fost atlet polonez, aruncător de greutate, dublu medaliat olimpic cu aur. Este al treilea aruncător de greutate din lume care a reușit să-și apere titlul olimpic, primul de la Parry O'Brien care a realizat această performanță în 1956, și primul european care o reușește.

## Biografie
Majewski are 204 cm înălțime și cântărește 140 kg.
În finala olimpică de la Beijing la 15 august 2008, a aruncat greutatea la 21,51 metri, aducând Poloniei prima medalie olimpică la această probă din 1972 când proba a fost câștigată de Władysław Komar. Majewski a devenit și primul polonez campion olimpic în 2008.
La 25 iulie 2009 la Barcelona a realizat cea mai bună perfomanță personală cu 21,64 m și după câteva zile la Stockholm a reușit să o îmbunătățească, cu o aruncare de 21,95 m, nou record național.
La Campionatele Mondiale în sală din 2010, a stabilit nou record național și personal cu 21,20 m. Nivelul competiției a fost însă unul ridicat, obținând cu această aruncare doar locul cinci după recordmanul național canadian Dylan Armstrong. Pentru prima oară în istoria campionatelor, cinci sportivi aruncaseră peste 21 m.
În sezonul în aer liber, Majewski a concurat la Campionatul European și a câștigat medalia de argint la aruncarea greutății. Aruncarea sa de 21 de metri a fost depășită cu doar un centimetru de Andrei Mihnevici. În a doua jumătate a anului, s-a operat la umăr. Concentrându-se pe sezonul 2011, el a afirmat că forma bună a adversarilor este mai mult o sursă de inspirație decât un obstacol: „Christian Cantwell și Reese Hoffa au depășit 22 de metri anul trecut, performanța bună a adversarilor mei nu mă supără și nu mă îngrijorează, ci e un fel de bună motivație să mă ridic la nivelul lor”.
La Campionatele Europene pe echipe din 2011 a fost medaliat cu argint, în urma lui David Storl și, deși rivalul său german a câștigat Campionatul Mondial, Majewski a obținut doar locul nouă cu o aruncare de 20,18 m. La începutul lui 2012 a depășit propriul record național în sală la BW-Bank Meeting din Karlsruhe cu o aruncare de 21,27 m. La Olimpiada de la Londra din 2012 a obținut medalia de aur cu o aruncare de 21,89 m.

## Realizări
| An   | Competiție                               | Locație                  | Loc | Note    |
| ---- | ---------------------------------------- | ------------------------ | --- | ------- |
| 2003 | Campionatul European de Tineret (sub 23) | Bydgoszcz, Polonia       | 4   | 19,92 m |
| 2003 | Universiada                              | Daegu, Coreea de Sud     | 5   | 19,90 m |
| 2004 | Campionatul Mondial în sală              | Budapesta, Ungaria       | 4   | 20,83 m |
| 2004 | Jocurile Olimpice                        | Atena, Grecia            | 18  | 19,55 m |
| 2005 | Campionatul European în sală             | Madrid, Spania           | 10  | 19,57 m |
| 2005 | Campionatul Mondial                      | Helsinki, Finlanda       | 7   | 20,23 m |
| 2005 | Universiada                              | İzmir, Turcia            | 1   | 20,60 m |
| 2006 | Campionatul Mondial în sală              | Moscova, Rusia           | 6   | 20,07 m |
| 2006 | Campionatul European                     | Göteborg, Suedia         | 6   | 19,85 m |
| 2007 | Campionatul Mondial                      | Osaka, Japonia           | 4   | 20,87 m |
| 2008 | Campionatul Mondial în sală              | Valencia, Spania         | 3   | 20,93 m |
| 2008 | Jocurile Olimpice                        | Beijing, China           | 1   | 21,51 m |
| 2009 | Campionatul European în sală             | Torino, Italia           | 1   | 21,02 m |
| 2009 | Campionatul European pe echipe           | Leiria, Portugalia       | 1   | 20,81 m |
| 2009 | Campionatul Mondial                      | Berlin, Germania         | 2   | 21,91 m |
| 2010 | Campionatul Mondial în sală              | Doha, Qatar              | 4   | 21,20 m |
| 2010 | Campionatul European                     | Barcelona, Spania        | 1   | 21,00 m |
| 2011 | Campionatul Mondial                      | Daegu, Coreea de Sud     | 8   | 20,18 m |
| 2012 | Campionatul Mondial în sală              | Istanbul, Turcia         | 3   | 21,72 m |
| 2012 | Jocurile Olimpice                        | Londra, Marea Britanie   | 1   | 21,89 m |
| 2013 | Campionatul Mondial                      | Moscova, Rusia           | 6   | 20,98 m |
| 2014 | Campionatul Mondial în sală              | Sopot, Polonia           | 4   | 21,04 m |
| 2014 | Campionatul European                     | Zürich, Elveția          | 3   | 20,83 m |
| 2015 | Campionatul Mondial                      | Beijing, China           | 6   | 20,82 m |
| 2016 | Jocurile Olimpice                        | Rio de Janeiro, Brazilia | 6   | 20,72 m |